# جاك إنغرام
جاك إنغرام (بالإنجليزية: Jack Ingram)‏ هو سائق سيارة سباق أمريكي، ولد في 28 ديسمبر 1936 في آشفيل في الولايات المتحدة.

## وصلات خارجية
- جاك إنغرام على موقع Racing-Reference.info (الإنجليزية)